# Cricotireoidotomia

Na cricotireodotomia, a incisão é feita na membrana cricotireóide entre a cartilagem tireóide e a cartilagem cricóide.

Cricotireoidotomia é uma incisão de emergência através da pele e da membrana cricotireóide para garantir a via aérea do paciente durante certas situações de emergência. Pode ser realizada durante sufocamentos ou quando o paciente não pode respirar por conta própria, como em traumas faciais.